# Campionats del món de ciclisme en ruta de 1946
Els Campionats del món de ciclisme en ruta de 1946 es disputaren l'1 de setembre a Zúric, Suïssa.

## Resultats
| Proves :                         | Or                   | Or         | Argent                  | Argent | Bronze                        | Bronze |
| Professionals                    |                      |            |                         |        |                               |        |
| Cursa en línia masculina detalls | Hans Knecht · Suïssa | 7h 24' 28" | Marcel Kint · Bèlgica   | + 10"  | Rik Van Steenbergen · Bèlgica | + 59"  |
| Amateurs                         |                      |            |                         |        |                               |        |
| Cursa en línia masculina         | Henry Aubry · França | 5h 21' 41" | Ernst Stettler · Suïssa | -      | Henri Van Kerkhove · Bèlgica  | -      |

## Medaller
| Posició | País    | Or | Plata | Bronze | Total |
| 1       | Suïssa  | 1  | 1     | 0      | 2     |
| 2       | França  | 1  | 0     | 0      | 1     |
| 3       | Bèlgica | 0  | 1     | 2      | 3     |
| Total   | Total   | 2  | 2     | 2      | 6     |